# 保育歷史建築諮詢委員會
保育歷史建築諮詢委員會（英語：Advisory Committee on Built Heritage Conservation，縮寫：ACBHC）於2016年5月成立，前身為活化歷史建築諮詢委員會。2016年香港《施政報告》宣布預留5億元設立保育歷史建築基金，委員會將就基金的運作向政府提供意見，包括：
- 負責評審和監察活化歷史建築伙伴計劃的申請和現有項目
- 監察歷史建築維修資助計劃的運作
- 基金如何資助與保育歷史建築相關的公眾教育、社區參與及宣傳活動、學術研究、顧問及技術研究

委員會現任主席是劉智鵬教授。

## 歷任主席
- 劉智鵬教授，JP（2016年5月15日-2023年12月31日）[1][2]
- 許焯權教授（2023年1月1日-2025年1月1日）